# Johan Santana
Pour les articles homonymes, voir Santana.
Johan Alexander Santana Araque (né le 13 mars 1979 à Tovar, Venezuela) est un lanceur gaucher de la Ligue majeure de baseball.
Entre 2000 et 2007, il a joué pour les Twins du Minnesota. Après avoir été aligné principalement comme lanceur de relève pendant 4 saisons (117 parties jouées, 41 parties commencées), il intègre la rotation des lanceurs partants des Twins en 2004. Lors de sa première saison comme lanceur partant, il remporte le trophée Cy Young à l'unanimité avec 20 victoires pour 6 défaites, une moyenne de points mérités de 2,61 et 265 retraits sur les prises. Il remporte de nouveau le trophée en 2006 à l'unanimité. Par la suite joueur des Mets de New York pendant 4 saisons, il lance en 2012 le premier match sans coup sûr de l'histoire de la franchise. 

## Carrière professionnelle

### Twins du Minnesota

#### Débuts
Santana a commencé sa carrière avec les Twins du Minnesota en 2000. Il a fait 30 apparitions, dont 5 comme lanceur partant. Il n'a enregistré que 5 décisions, 2 gagnées pour 3 perdues. En 2001 il n'a fait que 15 apparitions, 1 gagnée pour 0 perdue. 2002 fut sa meilleure saison avec une moyenne de points mérités inférieure à 3,00, mais en 27 apparitions il n'a gagné que 8 parties, pour 6 perdues. Il a dépassé cette saison en 2003 avec 12 victoires et bien qu'il n'ait commencé que 18 parties. Sa moyenne de points mérités fut 3,07.

#### Saison 2004
Santana n'a que 7 victoires pour 6 défaites jusqu'au match des étoiles. Mais après le match des étoiles, il a gagné 13 parties pour 0 perdue. Surtout il avait 20 victoires pour 6 perdues, 265 retraits sur les prises et une moyenne de 2,61. Toutes ces trois statistiques furent les meilleures de la Ligue, sauf le nombre de victoires : Curt Schilling en a eu 21. Malgré le nombre de victoires, Santana a remporté le trophée Cy Young lors d'un vote unanime.

#### Saison 2005
Santana a gagné 16 parties pour 7 perdues, avec une moyenne de 2,87 : seul Kevin Millwood a enregistré une moyenne supérieure. Il a mené la Ligue américaine aux retraits sur les prises mais a fini troisième lors du vote pour le trophée Cy Young, le vainqueur étant Bartolo Colón des Angels de Los Angeles d'Anaheim.

#### Saison 2006

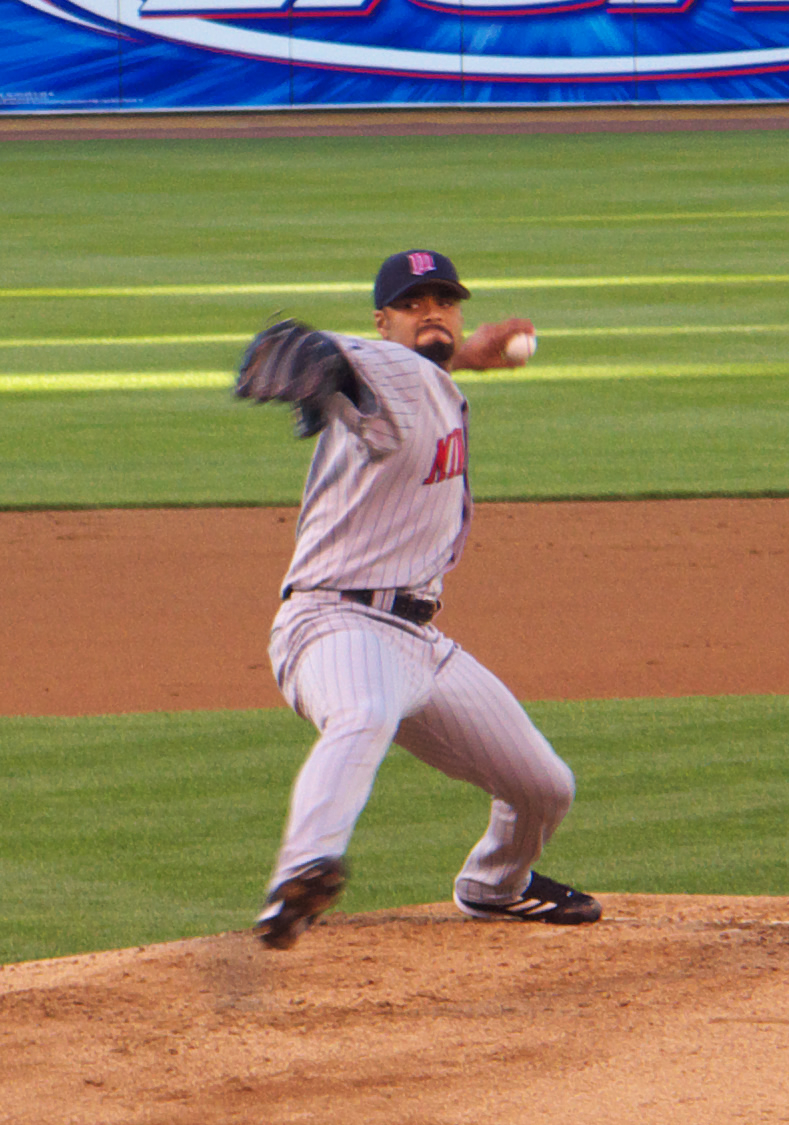
Johan Santana en 2006

Santana a mené la ligue aux retraits sur les prises, à la moyenne de points mérités et a fini en égalité avec Chien Ming Wang avec 19 victoires. Il a gagné son second trophée Cy Young, et pour la seconde fois, unanimement. Il a mené la Ligue en 6 catégories: victoires, manches lancées, retraits sur les prises, WHIP, la moyenne de points mérités et moyenne au bâton des adversaires. En gagnant le trophée Cy Young il est devenu le 14e lanceur à gagner le trophée plus d'une fois, et le 5e l'ayant gagné deux fois unanimement, les autres étant Roger Clemens, Pedro Martinez et Greg Maddux. Sandy Koufax l'a fait trois fois.

#### Saison 2007
Après un début de saison en demi-teinte (6 victoires pour 6 défaites en 14 départs), Johan Santana aligne 4 victoires consécutives avant la pause du match des étoiles. Sa série débute le 19 juin par un blanchissage lors d'une victoire 9 à 0 des Twins face aux Mets de New York (9 manches lancées, 4 coups sûrs). Le 1er juillet, il est sélectionné pour son troisième match des étoiles par le vote des joueurs et des managers. Le 23 juillet, Santana accorde quatre circuits en quatre manches lancées face aux Blue Jays de Toronto établissant son record en carrière dans cette catégorie statistique. Le 19 août, il retire 17 frappeurs des Rangers du Texas, son meilleur total en carrière sur un match et record pour un lanceur des Twins.
Il termine la saison avec un bilan de 15 victoires, son plus petit nombre de victoires depuis 2003, et 13 défaites, son plus grand nombre de défaites en carrière. Il finit deuxième au nombre de retraits sur prises (235) derrière Scott Kazmir des Devil Rays de Tampa Bay. Le 6 novembre, il remporte son premier Gant doré pour un lanceur, succédant à Jim Kaat, le dernier lanceur des Twins ayant remporté ce trophée en 1973. En 219 manches au monticule, il n'a commis aucune erreur en défense.

### Mets de New York

#### Saison 2008
Le 29 janvier 2008, les Twins concluent un accord avec les Mets de New York pour un transfert de Johan Santana en échange de quatre espoirs (Carlos Gómez, Phil Humber, Deolis Guerra et Kevin Mulvey). Le 1er février, Santana signe une extension de contrat de six saisons avec les Mets pour un montant de 137,5 millions de dollars, avec une option pour une septième année qui pourrait lui valoir 18,75 millions de dollars supplémentaires,,.

#### Saison 2009

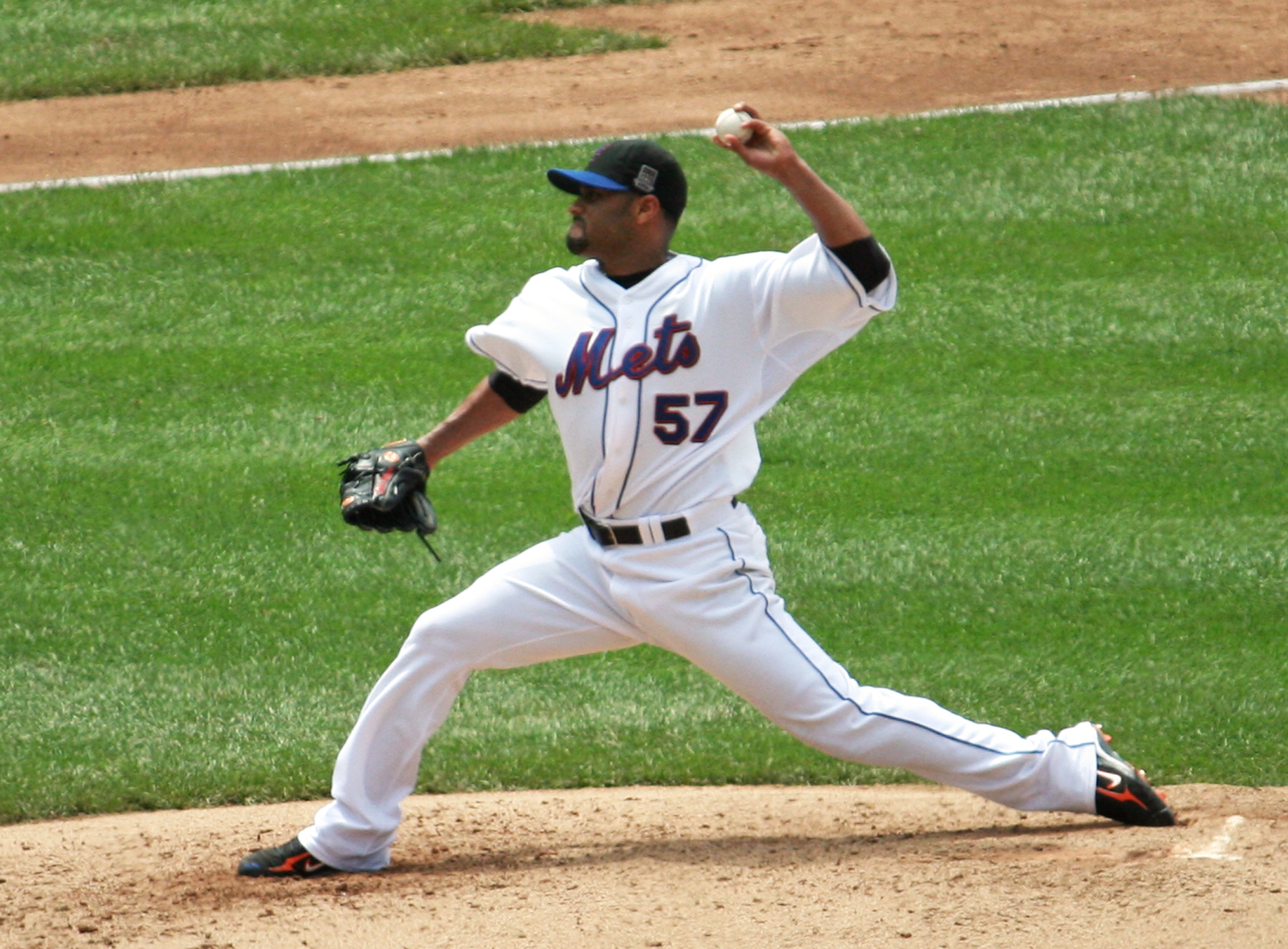
Johan Santana en 2009

#### Saison 2010
Il remporte 11 victoires contre 9 défaites en 2010 et maintient une excellente moyenne de points mérités de 2,98 en 29 départs et 199 manches lancées. Cependant, il doit quitter son match du 2 septembre, le dernier de sa saison, contre les Braves d'Atlanta. Les douleurs qu'il ressent alors mènent à une opération à l'épaule gauche qui lui fait rater l'entière saison de baseball 2011.

#### Saison 2012
Le 5 avril 2012, Santana est au monticule pour les Mets contre Atlanta, l'équipe même contre laquelle il avait joué son dernier match le 2 septembre 2010. Malgré 8 retraits sur des prises en seulement 5 manches à son second départ, le 11 avril contre Nationals de Washington, il encaisse la défaite. Le 24 avril, il retire 11 frappeurs des Marlins de Miami sur des prises en six manches et deux tiers, mais quitte la partie sans recevoir de décision. C'est le 5 mai contre Arizona qu'il remporte sa première victoire depuis le 2 septembre 2010.
Le 1er juin 2012 à Citi Field, New York, Santana lance le premier match sans point ni coup sûr de l'histoire des Mets, une franchise à sa 51e saison d'existence. Santana donne cinq buts-sur-balles et retire 8 frappeurs sur des prises dans la victoire de 8-0 de son équipe sur les Cardinals de Saint-Louis. Cet exploit laisse les Padres de San Diego la seule franchise existante du baseball majeur à n'avoir jamais eu de lanceur ayant réussi une partie sans coup sûr.
Il lance 117 manches en 21 départs en 2012 et sa moyenne de points mérités de 4,85 est la plus élevée de sa carrière. Il enregistre 111 retraits sur des prises, réussit deux blanchissages et remporte 6 victoires contre 9 défaites.

#### Saison 2013
La blessure à l'épaule gauche de Santana refait surface en mars 2013 et il est opéré en avril, ce qui lui fait rater la dernière année de son contrat de six ans avec les Mets.

### Orioles de Baltimore
Le 4 mars 2014, Johan Santana signe un contrat des ligues mineures avec les Orioles de Baltimore. Durant un entraînement, il se blesse à un tendon d'Achille, ce qui ruine ses espoirs de revenir au jeu après sa convalescence pour sa blessure à l'épaule, et met en juin un terme à une saison 2014 qui n'aura jamais commencée.

### Blue Jays de Toronto
Le 26 février 2015, Santana signe un contrat des ligues mineures avec les Blue Jays de Toronto.

### Séries éliminatoires
Santana est apparu dans 11 matchs de séries éliminatoires depuis 2000, mais n'a gagné qu'une seule partie pour 3 défaites, avec une moyenne de 3,97 points mérités, plus élevée que celle de la saison régulière. Il est apparu dans 11 matchs éliminatoires, dont six comme lanceur de relève et chaque fois avec Minnesota.

## Palmarès
- Trophée Cy Young : 2004 (unanime), 2006 (unanime)
- Gant doré pour un lanceur : 2007
- Match des étoiles de la Ligue majeure de baseball : 2005, 2006, 2007, 2009
- Triple couronne des lanceurs : 2006 (19 victoires, 245 retraits sur des prises, 2,77 points mérités en moyenne)
- Plus grand nombre de retraits sur prises pour un joueur des Twins : 17 en huit manches lancées (le 19 août 2007 face aux Rangers du Texas[15])
- Premier match sans coup sûr de l'histoire des Mets.